# Herbert Duncan

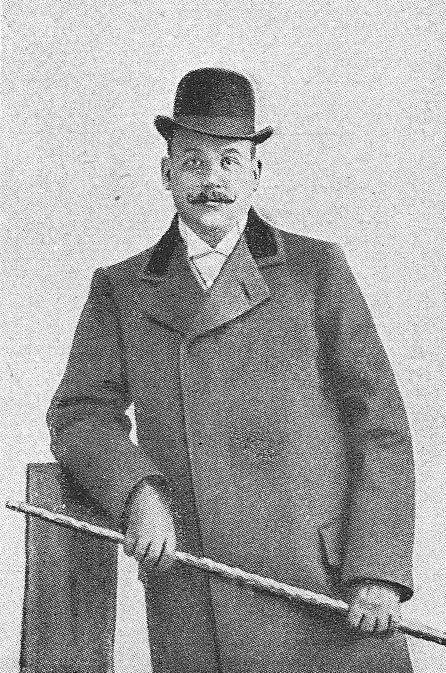
Herbert Duncan (1897)

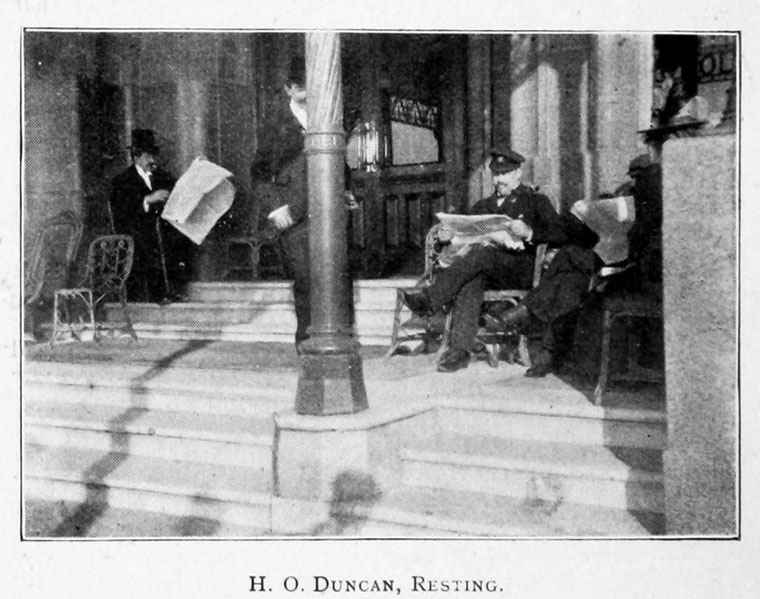
H. O. Duncan während einer Pause des 1896 London-Brighton Emancipation Run

Herbert Osbaldeston Duncan (* 22. November 1862 in London; † 23. November 1945 in Le Vésinet) war ein britischer Radrennfahrer, Radsportpionier und Journalist.

## Biographie
Herbert Duncan stammte aus einer angesehenen Familie des britischen Landadels. Sein Großvater George Osbaldeston war einer der ersten Sportstars Großbritanniens, der als Cricketspieler und Hindernisreiter Erfolge feierte. Ende der 1870er Jahre freundete sich Duncan mit den französischen Radrennfahrern Paul Médinger und Frédéric de Civry an, die nach Großbritannien gekommen waren, um Rennen zu fahren. Im September 1880 beschloss Duncan, selbst Radprofi zu werden, was auf Widerstände in seinen gesellschaftlichen Kreisen stieß. Er hielt sich deshalb immer häufiger in Frankreich auf, auch weil dort viele Profi-Rennen ausgetragen wurden, alle noch auf dem Hochrad. 1883 gewann er den Grand Prix d’Angers, ein damals renommierter Sprintwettbewerb. Für weitere Rennen reiste er gemeinsam mit Medinger, De Civry und Charles Terront, die zu ihrer Zeit als die besten Rennfahrer galten, zu Rennen auch in andere europäische Länder. 1886 gewann Duncan zum dritten Mal in Folge die Meisterschaft von Leicester über 50 Meilen in der Rekordzeit von zwei Stunden und 49 Minuten und das Sprint-Rennen in Agen. 1886 beendete er seine aktive Laufbahn nach insgesamt 91 Siegen.
Im selben Jahr entsandte die Rudge Cycle Company Herbert Duncan mit einem Safety auf eine sechstägige Fahrt von Paris nach Montpellier; unterwegs besuchte er Hochrad-Clubs, um sie über die Neuheit zu informieren. Er hatte schnell erkannt, welche geschäftlichen Möglichkeiten sich mit dem Fahrrad boten und brachte nicht nur das erste Safety nach Frankreich, sondern auch die ersten Luftreifen. Als Allein-Importeur der Fahrradmarke „Humber“ und späterer Direktor der Rudge Cycle Company eröffnete er mehrere Fahrradgeschäfte in Paris und arbeitete zudem als Journalist für mehrere Radsportzeitschriften, in Frankreich wie in seinem Heimatland. Anlässlich der ersten Austragungen von Bordeaux–Paris und Paris-Brest-Paris erkannte er die Werbewirkung dieser Rennen, stattete Fahrer mit Humber-Rädern aus und wurde der Manager seines Freundes Terront, der Paris-Brest-Paris gewann, sowie von George Pilkington Mills, der wiederum bei Bordeaux–Paris siegte. Auch organisierte Duncan Terronts Fernfahrt von Sankt Petersburg nach Paris. Die Fahrt endete in der Buffalo-Radrennbahn, deren Bau Duncan initiiert hatte. Anschließend gab er das Buch En suivant Terront sowie 1896 das Buch Vingt ans de cyclisme pratique über die Geschichte der Automobilindustrie heraus.
Herbert Duncan pflegte eine Leidenschaft für alle Gefährte, die sich auf Rädern bewegten. So wandte er sich 1882 den Motorrädern zu und erwarb die Produktionslizenz für die Maschinen des deutschen Unternehmens Hildebrand & Wolfmüller für Frankreich und Belgien, „la Petrolette“ genannt, landete jedoch einen geschäftlichen Misserfolg. 1896 war er mit einem Léon Bolléé-Motorrad-Tandem Teilnehmer am Emancipation Run von London nach Brighton.
1899 gründete er mit seinen Rad- und Motorsportkameraden Selvyn Edge und Charles Jarrott die De Dion-Bouton British and Colonial Company, Ltd als Alleinimporteur des damals größten Automobilherstellers, De Dion-Bouton. 1926 brachte er sein zweibändiges Werk The World on Wheels heraus.
Während des Zweiten Weltkriegs lebte Duncan, der weiterhin britischer Staatsbürger war, versteckt in seinem Haus im französischen Le Vésinet; seine Lebensgefährtin und er mussten sich eine Lebensmittelkarte teilen. Er starb im Alter von 82 Jahren und liegt in Le Vésinet begraben.

## Schriften
- mit Pierre Lafitte: En suivant Terront de St-Petersbourg à Paris, 1894
- L’Entrâinement à l’usage des vélocipédistes, coureurs et touristes et des amateurs des Sports athlétiques. Paris 1890
- Vingt ans de cyclisme pratique. Étude complète du cyclisme de 1876 à ce jour. Paris 1898
- The World on Wheels. A history of the automobile industry. Paris 1926